# Rio Alegre (vattendrag i Brasilien, Mato Grosso, lat -15,02, long -59,95)
Rio Alegre är ett vattendrag i Brasilien.   Det ligger i delstaten Mato Grosso, i den centrala delen av landet, 1 300 km väster om huvudstaden Brasília.
Omgivningen kring Alegre är huvudsakligen savann. Området är nästan obefolkat, med mindre än två invånare per kvadratkilometer.